# 豉椒炒蜆

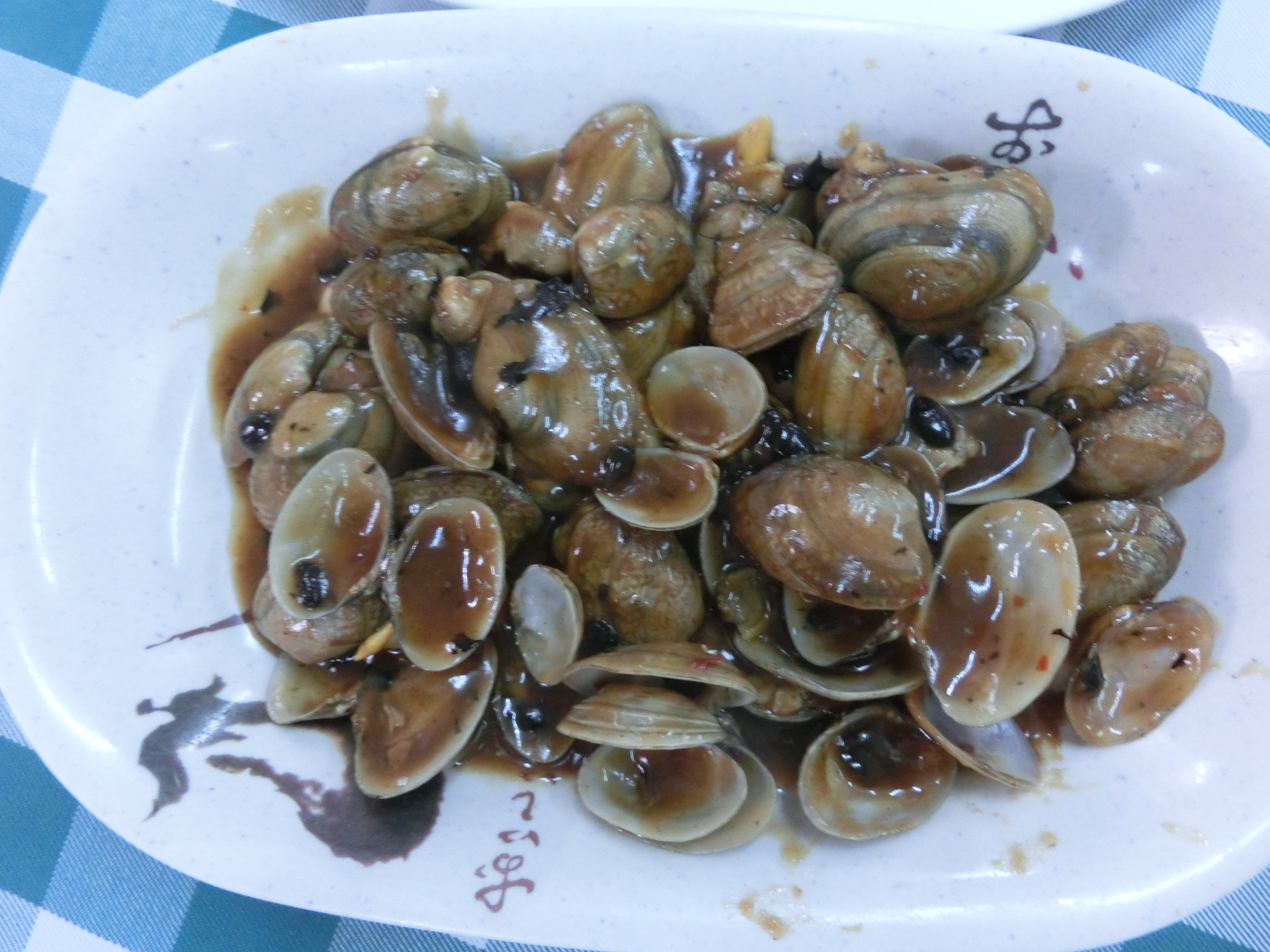
長洲海鮮酒家供應的一碟豉椒炒蜆

豉椒炒蜆為廣東港九地區茶餐廳、酒樓和大牌檔常見的小菜，更是香港避風塘的地道美食。豉椒炒蜆不但是一道海鮮菜式，還可作為下酒菜。
豉椒炒蜆的材料包括蜆、蒜蓉、豆豉、薑片和辣椒，先用食油把蒜蓉、豆豉、薑片和辣椒炒香，再把連殼的蜆下鑊猛火快炒，炒至蜆殼打開即成，也可在快完成前加一些米酒提香。

## 烹調方法
1.把蜆放入清水內浸數小時，使蜆吐出體內的沙及清洗乾淨。

2.蒜頭和豆豉切碎成茸，薑和辣椒切絲。

3.燒熱油後放入蒜茸、豆豉茸、薑絲及辣椒絲爆香。

4.再下蜆炒勻，加入調味料、酒及紅椒絲，把蜆炒熟至開口即成。